# Susukida Kyūkin

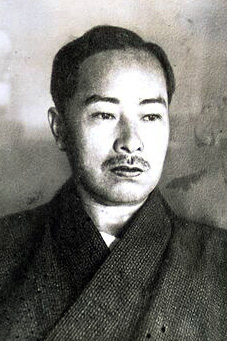
Susukida Kyūkin

Susukida Kyūkin (japanisch 薄田 泣菫; wirklicher Name: Susukida Junsuke, (薄田 淳介); geboren 19. Mai 1877 in der Präfektur Okayama; gestorben 9. Oktober 1945) war ein japanischer Lyriker und Essayist.

## Leben und Wirken
Susukida Kyūkin brach die die Mittelschule in Okayama ab und ging nach Tokio, wo er sich alleine weiterbildete. 1899 erschien seine erste Gedichtsammlung Boteki-shū (暮笛集) – etwa „Abendflöten-Sammlung“ und dann 1900 „Yuku haru“ (ゆく春) – „Der Frühling kommt“ 1901. 1906 folgten 1906 „Nijūgo gen“ (二十五絃) – „Fündundzwanzig Saiten“ und „Shiratama hime“ (白玉姫) – „Prinzessin Shiratama“.
Susukida schrieb anfangs im romantischen Stil und war dann einer der ersten Vertreter des japanischen Symbolismus. Nach 1910, als Chef der Literaturabteilung der Tageszeitung „Ōsaka mainichi shimbun“ (大阪毎日新聞) wurde er als Essayist bekannt.
Weitere bekannte Werke von Susukida sind die Gedichtsammlung „Hakuyōkyū“ (白羊宮) – märchenhafter „Palast Hakuyō“ aus dem Jahr 1906 und der Essay-Band „Sōmoku shūgyo“ (艸木虫魚) – „Gräser, Bäume, Insekten, Fische“.